# Gabriele Veneziano
Pour les articles homonymes, voir Veneziano.
Gabriele Veneziano, né le 7 septembre 1942 à Florence, est un physicien italien, considéré comme étant le père de la théorie des cordes.

## Biographie
Alors qu'il travaillait à l'institut Weizmann à Rehovoth, en 1968, Veneziano découvrit que la fonction bêta (une fonction eulérienne) utilisée comme amplitude de dispersion, désormais appelée amplitude de Veneziano, possède de nombreuses propriétés pour expliquer les propriétés physiques de l'interaction forte entre les particules. Cette amplitude est actuellement interprétée comme l'amplitude de dispersion pour quatre cordes tachyoniques ouvertes, et comme le point de départ de la théorie des cordes.
Le travail de Veneziano mena à d'intenses recherches pour tenter d'expliquer l'interaction forte au moyen d'une théorie des champs de cordes de longueur d'environ un femtomètre. L'avènement de la chromodynamique, une explication concurrente de l'interaction forte, mena à un abandon temporaire de la théorie des cordes. L'intérêt pour cette théorie ressurgit dans les années 1980. Plus récemment, Veneziano a développé cette théorie en l'étendant à cosmologie des cordes[pas clair], maintenant généralement abandonnée par manque d'observations expérimentales.
Depuis 1976 Gabriele Veneziano a été membre permanent du département de physique théorique du CERN à Genève dont il a été Directeur (1994-2007). Membre de l'Accademia dei Lincei, membre de l'Accademia delle Scienze et associé étranger de l'Académie des sciences, il a obtenu plusieurs prix, dont le prix Pomerantchouk, le prix Dannie Heineman pour la physique mathématique de l'American Physical Society, et le prix Enrico Fermi de la Société italienne de physique. Il est aussi le lauréat 2006 de la médaille Albert Einstein, en 2007 de la médaille Oskar Klein remise après avoir délivré à Stockholm la conférence annuelle in memoriam et en 2009 du prix Pietro Felice Chisesi et Caterina Tomassoni et de la médaille Schola Physica Romana. Il est actuellement professeur au Collège de France où il a donné sa leçon inaugurale le 17 février 2005.

## La leçon inaugurale
Gabriele Veneziano a commencé par établir ce qu'il nomme « espace des théories » formé de 3 axes, l'un porte G (constante de gravitation), le deuxième 1/c (inverse de la vitesse de la lumière), le dernier h (constante de Planck) en invitant chacun à l'expérience de pensée consistant à changer les valeurs de ces constantes. Ainsi :
- Pour G=0, 1/c = 0 et h = 0 on se trouve en mécanique galiléenne, celle par exemple des boules de billard sur une table de billard ;
- Pour G>0, 1/c = 0 et h = 0, on se trouve en mécanique newtonienne, où intervient la seule gravité ;
- Pour G=0, 1/c > 0 et h = 0, on se trouve en relativité restreinte, où interviennent les transformations de Lorentz, mais pas la gravité ;
- Pour G>0, 1/c > 0 et h = 0, on se trouve en relativité générale, combinant relativité et gravité (et expliquant même la gravité par la relativité) ; voir aussi Chronogéométrie ;
- Pour G=0, 1/c = 0 et h > 0, on se trouve en mécanique quantique : effets quantiques sans faire intervenir relativité ni gravitation ;
- Pour G=0, 1/c > 0 et h > 0, on se trouve en mécanique quantique relativiste, qui est au moment de la conférence un sujet de recherche ; pour cette raison, Veneziano détaille le programme des deux années à venir et explique que celui de la troisième année dépendra de tout ce qui aura été découvert entretemps.

Il utilisa à cette fin une représentation sous forme de cube porté sur trois axes.
Le but est de parvenir à une théorie où l'on pourra prendre en compte les trois valeurs de G, 1/c et h comme non nulles et regarder ce qui en résulte pour chaque univers correspondant, en particulier le nôtre pour les valeurs que nous mesurons de ces trois paramètres.
Dans cette leçon inaugurale, Veneziano insiste sur le fait que la plupart des singularités prévues au cours des âges par des modèles physiques (catastrophe de l'ultraviolet, instabilité de l'atome de Bohr, etc.) ont disparu, une large partie d'entre elles ayant été éliminées par la mécanique quantique. Les deux singularités constituées par le Big Bang et les trous noirs, où cette mécanique quantique n'est pas prise en compte, pourraient éventuellement, selon lui, se voir à leur tour éliminées par des théories plus complètes.
Il donne enfin le plan de ses deux premières années de cours à venir et indique que le contenu de la troisième ne sera déterminé que par les résultats des expériences planifiées entretemps et de nouvelles découvertes éventuelles d'ici là.

## Distinctions
- Prix Pomerantchouk, Moscou, 1999
- Benemeriti della cultura e dell'arte (it), 2000
- Prix Dannie Heineman pour la physique mathématique, de l'American Physical Society, 2004[4]
- Prix Enrico Fermi de la Société italienne de physique (it), 2005
- Médaille Albert Einstein, 2006
- Médaille Oskar Klein (en), 2007
- Commandeur de l'ordre du Mérite de la République italienne‎, 2007
- Prix James Joyce, 2009
- Prix Felice Pietro Chisesi et Caterina Tomassoni, 2009
- Médaille Schola Physica Romana, université Sapienza de Rome, 2009
- Prix Friedel-Volterra, 2016